# Articolazione sterno-clavicolare
L'articolazione sterno-clavicolare è un'articolazione del cingolo scapolare formata dall'incontro fra l'estremità sternale (mediale) della clavicola, l'incisura articolare del manubrio dello sterno e la prima cartilagine costale.
La cavità articolare presente tra la clavicola e il manubrio dello sterno è rivestita da una capsula fibrosa ed è divisa in due dalla presenza di un disco articolare di forma circolare. Esso si attacca, in alto, al margine supero-posteriore della superficie articolare della clavicola e, in basso, sulla prima cartilagine costale in prossimità della sua giunzione con lo sterno. Si tratta quindi di un'articolazione complessa o doppia.
Entrambe le ossa presentano zone concave alternate ad altre convesse che incastrandosi l'una con l'altra formano un'articolazione a sella che consente movimenti secondo il piano antero-posteriore e quello verticale, oltre ad un certo grado di rotazione attorno all'asse maggiore della clavicola.

## Legamenti di rinforzo

### Legamento sterno-clavicolare
Consta di due bande fibrose, una anteriore, che si estende dalla superficie antero-superiore dell'estremità sternale della clavicola all'estremità antero-supero-laterale del manubrio sternale fino a raggiungere la prima cartilagine costale, e una posteriore, meno robusta, che si estende dalla superficie posteriore dell'estremità sternale della clavicola alla porzione superiore della faccia posteriore del manubrio sternale.

## Legamenti a distanza

### Legamento interclavicolare
Collega le estremità sternali delle due clavicole agganciandosi anche all'incisura giugulare del manubrio sternale.

### Legamento costo-clavicolare
Ha forma di un cono rovesciato ed è formato da due fasci uno anteriore e uno posteriore. Entrambi si estendono tra un'impronta presente sul margine inferiore dell'estremità sternale della clavicola alla prima cartilagine costale, il fascio anteriore si dirige andando dall'alto in basso medialmente quello posteriore lateralmente.